# 整形美人。
『整形美人。』（せいけいびじん）は、2002年4月9日から6月25日までフジテレビ系の「火曜9時」枠で放送された日本のテレビドラマ。主演の米倉涼子はバレエで培った美しさを生かし、この作品で連ドラ初主演を果たした。

## あらすじ
代々、ブスの家系に生まれ、醜い容姿を持つ故に愛を得られず、苦悩の日々を送ってきた女・早乙女保奈美。一念発起をした彼女は、地中海で約800万円の大金をかけた全身整形を受け、完全無欠の美女に変身。憧れのモデルにデビューして、幸せな人生を手に入れる。しかし、彼女が一目惚れした男性・華道家元の跡取り息子・藤島流翠は、そんな彼女の「心のブス」を見抜いていた。

## キャスト
早乙女 保奈美
演 - 米倉涼子
本作の主人公。26歳。容姿の醜さが原因で、周囲から酷い扱いを受けて苦しんだ末、地中海で約800万円の全身整形手術を受けて、美人に生まれ変わる。以後、街に行けば周囲から注目を浴び、モデルデビューも果たして、幸せな人生を手に入れる。そんな中、花屋で出会った流翠に一目惚れして、彼に近付く。
藤島 流翠
演 - 椎名桔平
華道『藤島流』の次期家元。全国に5万人の門下生を持つ名門で、周囲からの期待も大きい。花をこよなく愛し、他人を外見だけで判断しない。
竹田 良平
演 - 加藤晴彦
保奈美の幼馴染。保奈美を「ブス」とけなしているが、実は彼女のことが気になっている。実家は運送屋。
藤島 一咲
演 - 小西真奈美
保奈美のモデル仲間で、流翆の妹。
向井 エリ
演 - 菊池麻衣子
保奈美の友人。矢島と交際している。
夷手原 葵
演 - 青田典子
藤島家の後見人の娘。
早乙女 成美
演 - 虻川美穂子（北陽）
保奈美の双子の妹（保奈美の整形前の容姿は彼女とそっくりである）。最終回で、自身も整形したようである。
矢島 正
演 - 谷原章介
銀行員。エリの恋人。
早乙女 ルリ子
演 - 柴田理恵
保奈美と成美の母親。
早乙女 純一
演 - 小倉久寛
保奈美と成美の父親。
藤島 紫乃
演 - 市毛良枝
流翆の母親。

## スタッフ
- 脚本 - 吉田智子
- 主題歌 - スガシカオ「アシンメトリー」
- 挿入歌 - SILVA「Arcadia」
- 演出 - 藤田明二、都築淳一
- 演出補 - 高橋伸之
- プロデューサー - 小岩井宏悦、高橋萬彦

## 受賞歴
- 第33回ザテレビジョンドラマアカデミー賞[1]
  - ベストドレッサー賞（米倉涼子）

## サブタイトル
| 各話                                                       | サブタイトル                          | 脚本     | 演出     | 視聴率 |
| ---------------------------------------------------------- | ------------------------------------- | -------- | -------- | ------ |
| 第1話                                                      | 人生リセット! さあ恋だ                | 吉田智子 | 藤田明二 | 15.2%  |
| 第2話                                                      | 恋の為なら心も整形                    | 吉田智子 | 藤田明二 | 12.5%  |
| 第3話                                                      | 日本一の調子コキ女、超失恋            | 吉田智子 | 都築淳一 | 11.1%  |
| 第4話                                                      | 悲しいブスだけ、わかること            | 吉田智子 | 藤田明二 | 12.1%  |
| 第5話                                                      | 最高に元気が出るプレゼント            | 吉田智子 | 都築淳一 | 10.9%  |
| 第6話                                                      | この恋は身動きできない程の            | 吉田智子 | 都築淳一 | 11.3%  |
| 第7話                                                      | バレる! 造花の花は実らない            | 吉田智子 | 藤田明二 | 12.6%  |
| 第8話                                                      | 愛を砕く衝撃の告白! 隠してたけど私は… | 吉田智子 | 都築淳一 | 11.6%  |
| 第9話                                                      | 涙と感動のビューティーコロシアム…別れ | 吉田智子 | 藤田明二 | 10.1%  |
| 第10話                                                     | 愛の逆転ゴールのため…元の顔に戻ります | 吉田智子 | 藤田明二 | 8.7%   |
| 最終話                                                     | サヨナラ! 大丈夫、キレイの秘密がある  | 吉田智子 | 藤田明二 | 9.7%   |
| 平均視聴率 11.4%（視聴率は関東地区・ビデオリサーチ社調べ） |                                       |          |          |        |

## 備考
- 第5話（2002年5月7日放送）に、虻川が芸人としてレギュラー出演中だった『はねるのトびら』メンバー全員が保奈美の同級生役としてゲスト出演した。ただし山本博（ロバート）だけは編集の都合でカットされた。山本はその事実を受け止めきれずに「はねトび」収録中にもかかわらず静かに涙を流した。
- 第9話（2002年6月11日放送）で整形をテーマにした番組『B.C.ビューティー・コロシアム』のシーンが使われた。本物の番組のセットを使い、司会も和田アキ子がそのまま出演（島田紳助は裏番組に出ていたため出演していない）。保奈美が実際に一般参加者として出演してるかのような、番組の雰囲気そのままの演出で、整形を世間にカミングアウトするシーンとして使われていた。
- 主題歌を担当したスガシカオ曰く、最終回はワールドカップの中継があった関係で視聴率が低かったとのこと。